# 中国话剧协会
中国话剧协会是中华人民共和国话剧工作者组成的民间社会团体，前身是1985年成立的中国话剧艺术研究会。
2020年8月31日，根据国家发展改革委《关于全面推开行业协会商会与行政机关脱钩改革的实施意见》（发改体改〔2019〕1063号），原由文旅部主管的中国话剧协会与文旅部分离，依法直接登记、独立运行，剥离行政职能，不再设置业务主管单位。取消对其直接财政拨款，通过政府购买服务等方式支持其发展。